# Travis Davis
Travis Davis (ur. 23 października 1968 r. w Oklahoma City, zm. 12 października 2009 w Los Angeles) – amerykański aktor filmowy i telewizyjny, a także reżyser, producent i scenarzysta filmowy.
Za reżyserię krótkometrażowej komedii Boy-Next-Door (2004) uhonorowano go nagrodami podczas Bearfest − Big Bear Lake International Film Festival oraz WorldFest Houston (2006).

## Filmografia
Reżyser
- Frosty King (2008)
- Boy-Next-Door (2004)

Scenarzysta
- Frosty King (2008)

Producent
- Frosty King (2008)
- Boy-Next-Door (2004)

Aktor (wybór)
- 12 rund (12 Rounds, 2009) jako Anthony Deluso
- Piątek, trzynastego (Friday the 13th, 2009) jako oficer Lund
- Living Proof (2008) Andrew "Andy" Marks
- The Expiration Date (2002) jako Jeff Johnson
- W imię miłości: Teksańska tragedia (In the Name of Love: A Texas Tragedy, 1995) jako Terry Buffet
- The George McKenna Story (1986) jako Howard Smith